# Curtis (còmic)
Curtis és una tira còmica nord-americana escrita i il·lustrada per Ray Billingsley, amb un repartiment predominantment afroamericà. La tira còmica va començar el 3 d'octubre de 1988 i està sindicada per King Features.
La tira còmica retrata la vida quotidiana d'una família negra de classe mitjana que viu en una gran ciutat americana, especialment la de Curtis, el personatge principal homònim. Sovint fa cròniques d'aspectes de la cultura i la història afroamericanes.
Curtis ha estat comparat amb Li'l Abner, que Billingsley cita com la seva tira còmica preferida, amb estil.

## Temes
Un tema recurrent són els esforços de Curtis per convèncer el seu pare perquè deixi de fumar, una qüestió personal per a Billingsley, que és un destacat defensor de la salut pública i dels perills del tabaquisme. Pels seus esforços per educar els joves sobre el tabaquisme, Billingsley ha guanyat diversos premis de l'American Lung Association.
Tot i que és un còmic fonamentalment humorístic, Curtis aborda sovint temes seriosos. Alguns exemples inclouen l'assetjament escolar, l'addicció a les drogues i la gentrificació. Una història del 2020 va implicar la pandèmia de la COVID-19.
Durant la temporada de vacances, Billingsley de vegades es desvia dels seus personatges habituals per presentar històries especials de dues o tres setmanes que celebren el Festival de Kwanzaa. Una vegada una tradició anual a la tira, aquests especials es van convertir en irregulars a mitjan dècada de 2010, amb Ray Billingsley citant la disminució de l'interès dels lectors per elles. De la mateixa manera, durant les vacances del dia de Martin Luther King Jr., la tira parlarà d'algun aspecte de la vida del Dr. King. El mes de febrer també està dedicat al Mes de la Història Negra, en què la Sra. Nelson assigna a la seva classe que escrigui sobre diverses figures afroamericanes de la història.